# Saint-Cyr-en-Arthies
Saint-Cyr-en-Arthies là một xã ở tỉnh Val-d’Oise, thuộc vùng Île-de-France ở miền bắc nước Pháp.